# 賴加韋雷鄉

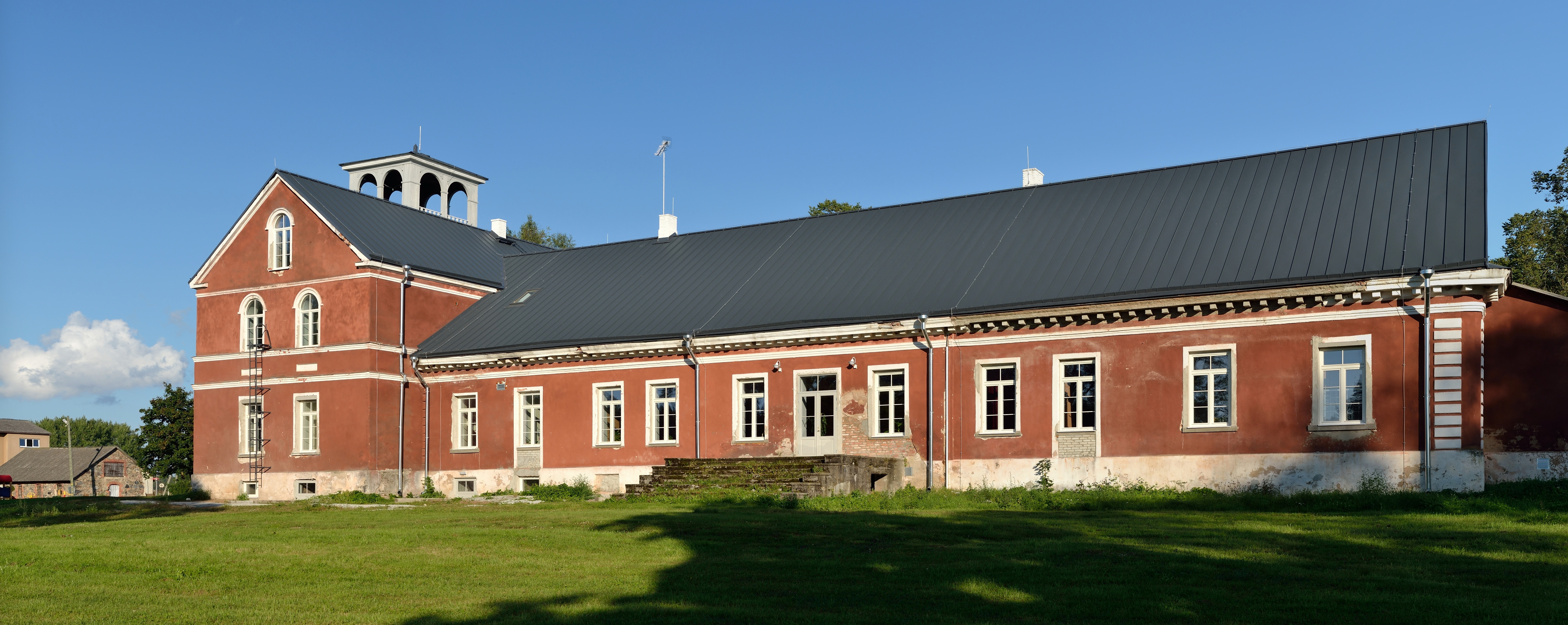
乌尔维庄园

賴加韋雷鄉，曾是愛沙尼亞西維魯縣的一個鄉村型市镇，位於該國北部，行政中心設於烏爾維，處於昆達河畔，面積174平方公里，2006年人口993，人口密度每平方公里6人。
2017年爱沙尼亚行政改革后，賴加韋雷市镇与原温尼市镇及拉埃克韋雷市镇合并为新的温尼市镇。
59°20′N 26°43′E / 59.333°N 26.717°E